# قرار در ساعت ۲
قرار در ساعت ۲ (کره‌ای: 2시의 데이트) یک فیلم کمدی رمانتیک محصول کره جنوبی به کارگردانی لی سانگ گون و با بازی ایم یون آه و آن بو-هیون است. این فیلم داستان زنی از طبقه پایین را روایت می‌کند که رازی تصورناپذیر دارد و در ساعت ۲ بامداد با مردی از طبقه بالا قراری خارق‌العاده دارد.

## بازیگران
- ایم یون آه در نقش جونگ سون جی
- آن بو-هیون در نقش گیل گو
- سونگ دونگ ایل در نقش جونگ جونگ سو، پدر جونگ سون جی
- جو هیون یونگ در نقش جونگ آرا، خویشاوند جونگ سون جی
- گو گون هان در نقش هی بوم، دوست گیل گو[۲]

## تولید

### بازیگران
در ابتدا در سپتامبر ۲۰۲۱، ایم یون آه و کیم سون هو به عنوان بازیگران نقش اصلی تأیید شده بودند. در اکتبر ۲۰۲۱، کیم سون هو از این پروژه کنار گذاشته شد. در دسامبر ۲۰۲۱، گزارش شد که آن بو-هیون جایگزین کیم سون هو شده‌است.

### فیلم‌برداری
فیلم‌برداری اصلی در ۲۸ آوریل ۲۰۲۲ آغاز شد.